# Tito Álvarez Vega
Tito Álvarez Vega (Lanús, 11 de febrero de 1930) fue un futbolista argentino que se desempeñó de arquero. Debutó en el Club Atlético Lanús.

## Biografía
Surgido de las inferiores del C. A. Lanús, su debut se produjo en 1950, donde estuvo hasta 1957. Acumuló un total de 155 encuentros. En 1955 se consagró campeón del Campeonato Provincia de Buenos Aires donde ayudaría al equipo en la victoria por 2-1 ante el Club Estudiantes de Eva Perón en la final.
En 1956 sería subcampeón del Campeonato de Primera División 1956 donde pelearía el torneo hasta el final ante La Maquinita de Club Atlético River Plate. En 1958 fichó por Tigre, desde donde fue a Canadá y Estados Unidos, donde se retiró.

## Palmarés

### Títulos nacionales
| Título                               | Club                | País      | Año  |
| ------------------------------------ | ------------------- | --------- | ---- |
| Campeonato Provincia de Buenos Aires | Club Atlético Lanús | Argentina | 1955 |